# Осьмерыжск
Осьмеры́жск (каз. Осьмерыжск) — село в Теренкольском районе Павлодарской области Казахстана. Расположено в 122 км от областного центра — Павлодара, в 10 км от районного центра — села Теренколь. Входит в состав сельского округа Береговой. Код КАТО — 554835400.

## История
Село было основано в 1720 году на урочище Талкала как форпост на Иртышской военно-казачьей укреплённой линии и получило название по восьмому рыжку (яру) Иртыша от Железинской крепости. С 1838 году — казачий посёлок Железинской станицы.
В 1908—1938 годах в Осьмерыжске находилась каменная церковь. В 1924 году в посёлке было 159 дворов и население 999 человек.
В 1929 году возник колхоз «Красный пахарь». В 1950 году колхоз вошёл в объединённый совхоз «Победа».

## Население
В 1985 году в селе проживало 600 человек. В 1999 году население села составляло 409 человек (210 мужчин и 199 женщин). По данным переписи 2009 года в селе проживало 247 человек (124 мужчины и 123 женщины).

## Известные личности
- Михаил Максимович Катаев (1903—1944) — Герой Советского Союза, уроженец села.

## Фотографии

Осьмерыжская общеобразовательная школа
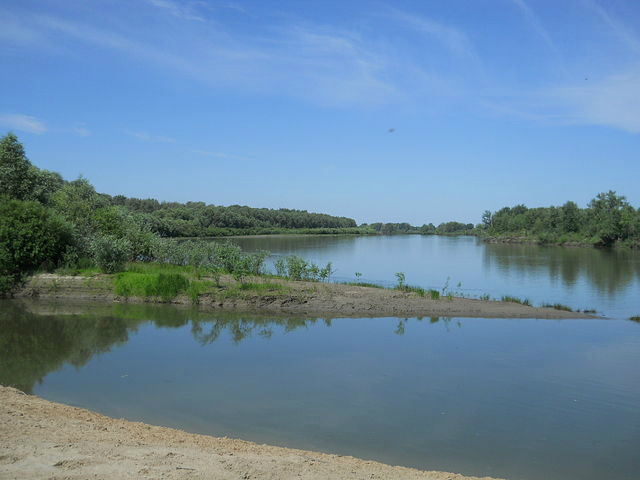
Иртыш вблизи Осьмерыжска
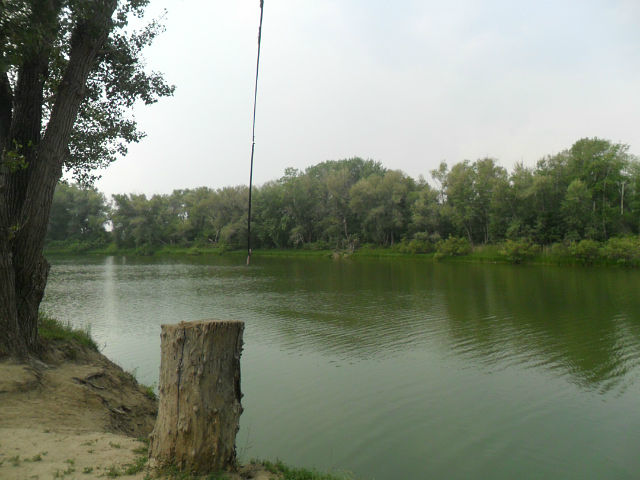
Река Домашняя в с. Осьмерыжск
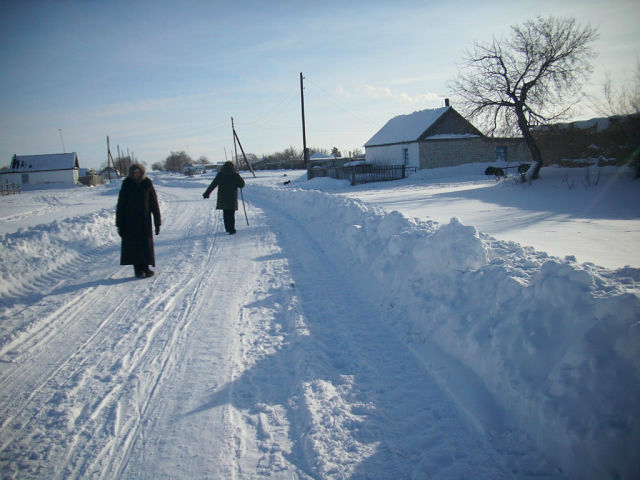
Зима в с. Осьмерыжск
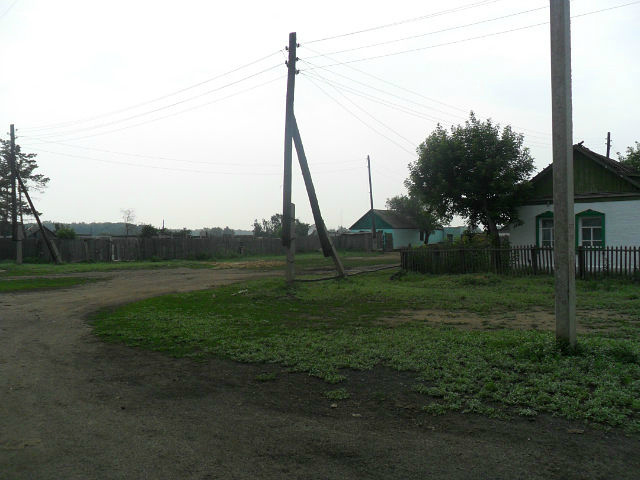
Лето в с. Осьмерыжск